# Casuar

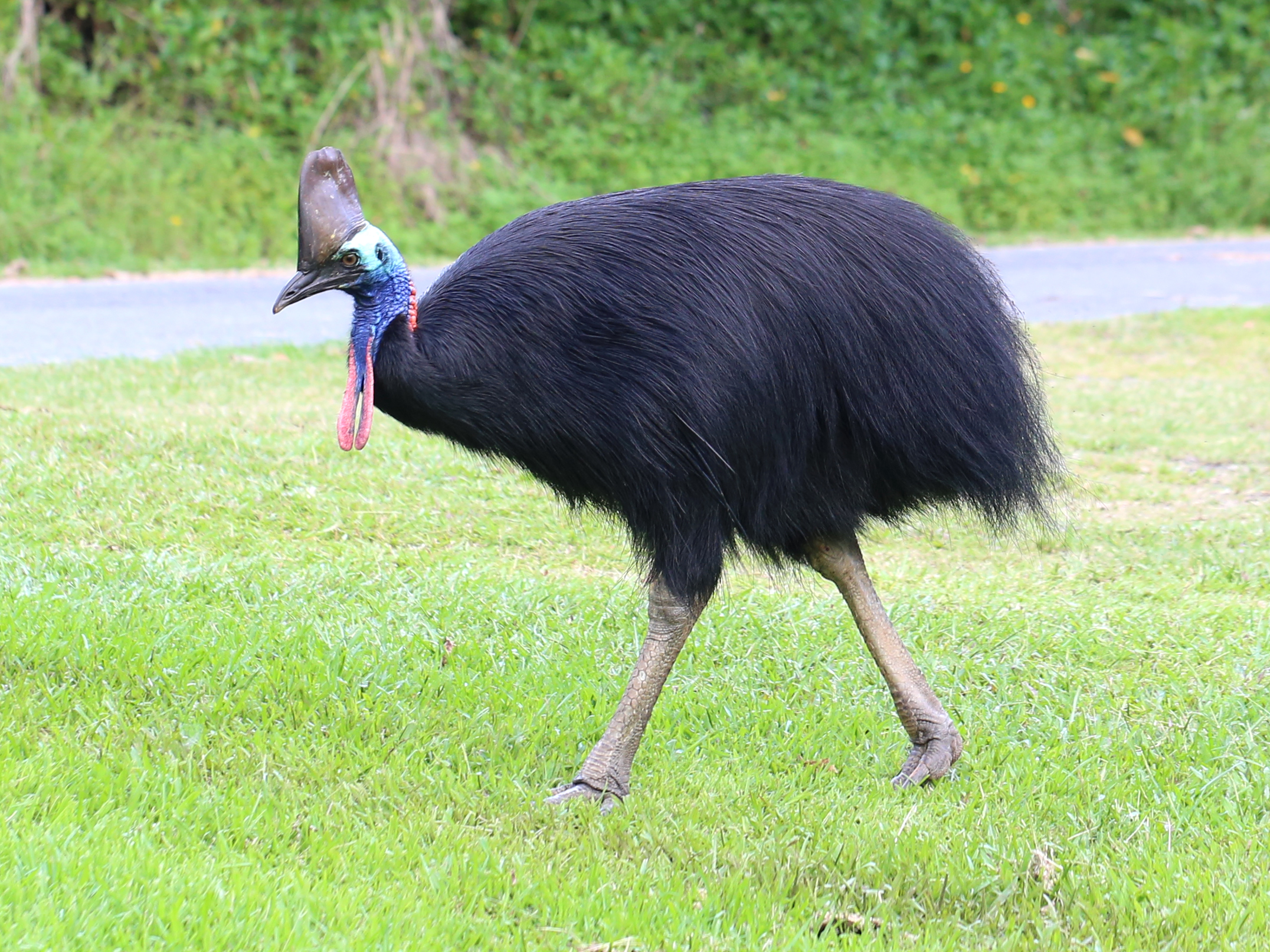
Um casuar-do-sul.

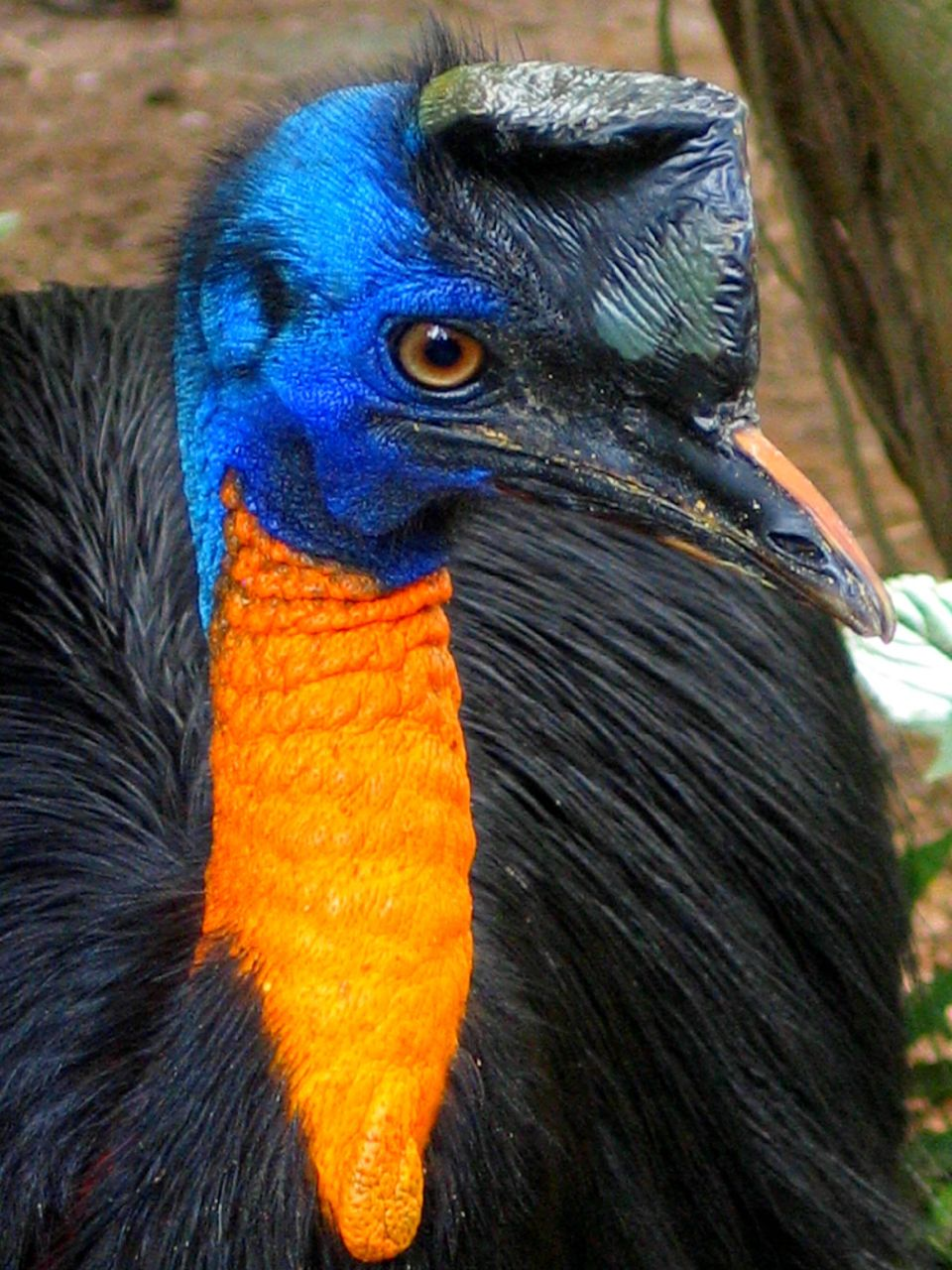
Um casuar-do-norte.

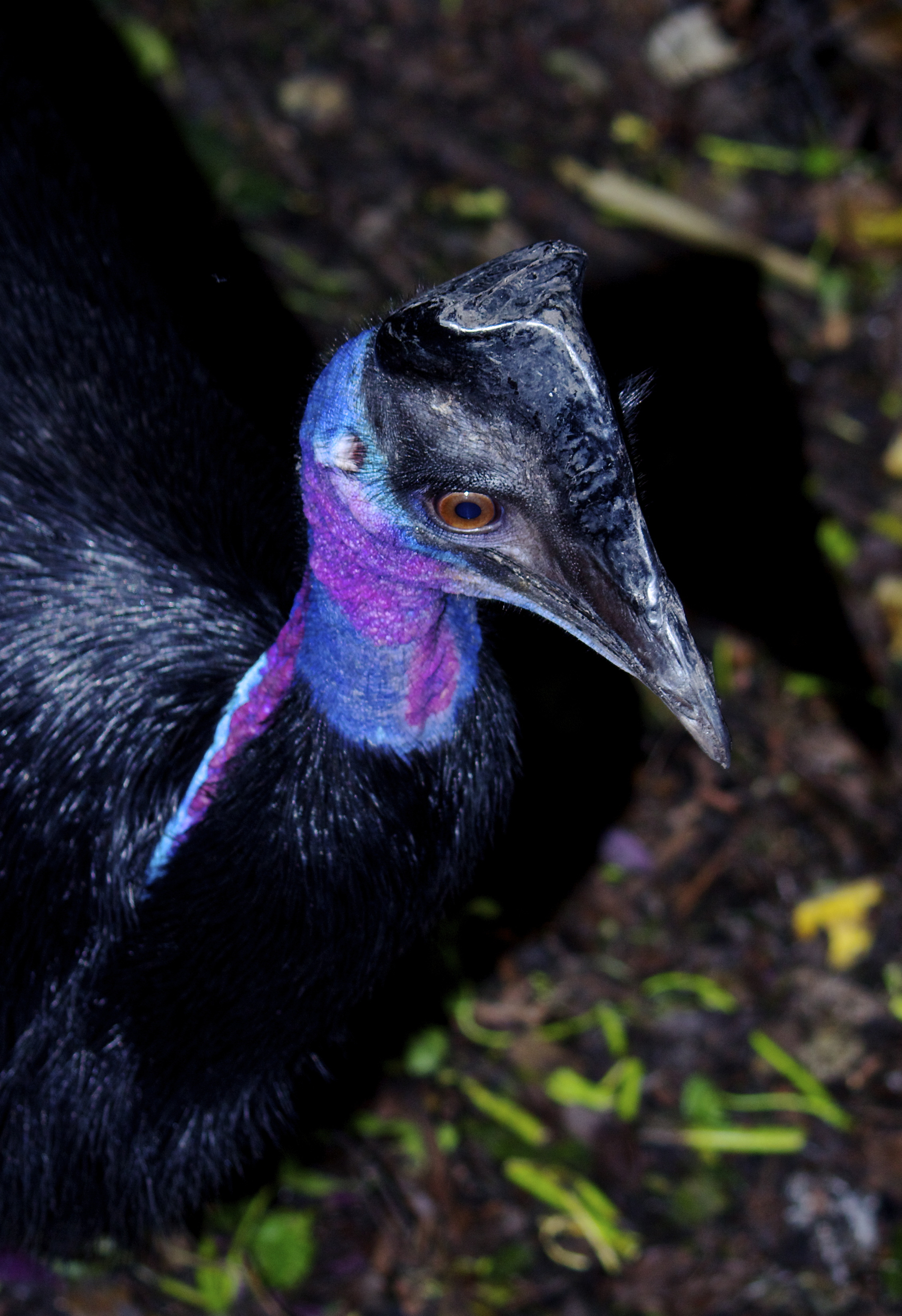
Um casuar-anão.

O casuar (Casuarius spp.) é uma ave do grupo das aves ratitas de grande porte, nativas do nordeste da Austrália, Nova Guiné e ilhas circundantes. São aves curiosas que costumam imitar movimentos de humanos depois de observá-los atentamente, embora não sejam muito amigáveis ou domesticáveis. As três espécies de casuar existentes pertencem à família Casuariidae e são juntamente com o avestruz, a ema, o avestruz-somali e o emu as maiores aves existentes na atualidade.

## Habitat e características
O habitat preferencial do casuar são zonas de floresta tropical, onde haja um grande número de árvores disponíveis para produzir os frutos de que se alimentam. Neste ambiente o casuar desempenha a importante função ecológica de dispersar as sementes das árvores. O casuar é uma figura importante na mitologia das populações nativas da Oceania e representa geralmente uma figura maternal.
A plumagem do casuar é abundante e de cor acinzentada, com penas coloridas na base do pescoço. Estas aves têm uma crista encarnada no alto da cabeça, que cresce devagar durante os primeiros anos do animal e tem como função de regular a temperatura do corpo e afastar a vegetação enquanto corre pelo seu habitat. O grupo não tem dimorfismo sexual significativo, sendo as fêmeas apenas um pouco maiores e mais coloridas. Uma característica distintiva é a presença de uma garra em forma de punhal presente no dedo interno. Como nos outros Strutioniformes, o casuar tem as asas atrofiadas e três dedos em cada pata.
O casuar é uma ave ágil, que pode correr a cerca de 50 km/h e saltar 1,5 m sem qualquer balanço. São animais normalmente pacatos e tímidos, que no entanto podem ser extremamente agressivos e perigosos para o homem para proteger o ninho ou as suas crias.
Na época de reprodução os machos reclamam um território e procuram atrair uma fêmea, que permanece, apenas, até pôr entre três e cinco ovos. Após a postura a fêmea abandona o ninho e pode eventualmente acasalar noutro território. Os machos cuidam sozinhos dos ninhos e das crias durante os nove meses seguintes. Os juvenis são de cor acastanhada e só ganham a plumagem típica do adulto por volta dos três anos.
O casuar é uma ave importante para o homem há centenas de anos como fonte de proteína através da carne e dos ovos. Algumas tribos da Nova Guiné têm o hábito de assaltar os ninhos e criar os juvenis até à idade adulta, quando são vendidos ou mortos para consumo local. No entanto o casuar nunca foi completamente domesticado. As penas coloridas são também uma fonte de interesse e o motivo pelo qual no passado os colonos europeus caçaram abundantemente este animal. Atualmente as três espécies de casuar estão ameaçadas pela destruição de habitat e encontram-se protegidas por lei.

### Letalidade no ataque com as garras

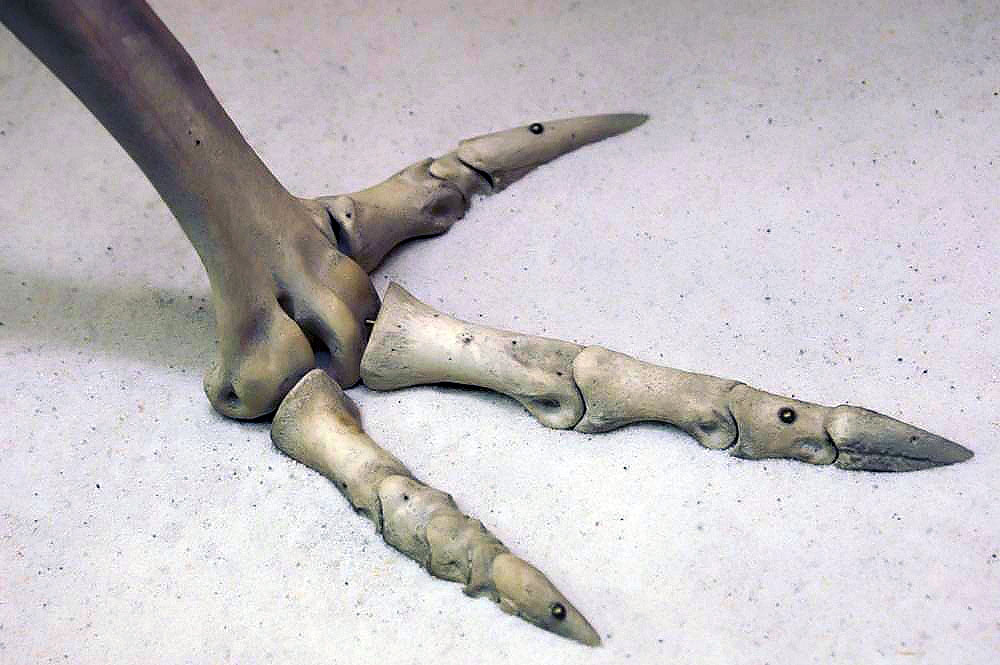
Estrutura óssea das garras de um casuar australiano

É uma das aves mais perigosas para o homem, pois sua patada tem o mesmo efeito do ataque com um pequeno punhal, podendo até decepar um membro. Em abril de 2019, na Flórida, um casuar atacou um homem de 75 anos que acabou por falecer em consequência dos ferimentos causados pelo ataque do animal, mantido em sua residência.

## Domesticação
Já em 18.000 anos atrás, os humanos na Nova Guiné podem ter coletado ovos de casuar perto da maturidade e, em seguida, criado os pássaros até a idade adulta.

## Espécies
Existem três espécies de casuar:
- Casuar-Anão ( C. bennetti ) - Nova Guiné e Nova Bretanha
- Casuar do Sul ( C. casuarius ) - Nova Guiné e Queensland (Austrália)
- Casuar do Norte ( C. unappendiculatus )- Nova Guiné